# Roger Vilard
Pour les articles homonymes, voir Vilard.
Roger Vilard (de son vrai nom Roger Valuet) né le 4 juin 1921 à Coupelle-Vieille et mort le 23 octobre 2004 à Nice à l'âge de 83 ans, est un auteur de romans policiers français.

## Biographie
Expert philatéliste, Roger Vilard écrit de nombreux romans pour la collection Spécial Police aux éditions Fleuve noir dont plusieurs avec le personnage de l'Ange, un aventurier barbouze. Il publie également plusieurs ouvrages sur la philatélie.

## Œuvre

### Romans dans la collection Spécial Police signés Roger Vilard
- Colère noire no 219, 1960
- La Mort qu'on voit danser no 230, 1960
- Des anges pour l'enfer no 236 1960
- Tout ce qui brille no 252, 1961
- Ça se mange froid no 261, 1961
- Touquet, impair et manque no 266, 1961
- Fais ta valise, Fromer no 283, 1961
- Un cercueil de roche no 294, 1962
- Ultimatum no 306, 1962
- Échec et meurtre no 315, 1962
- Mort à Malarija no 322, 1962
- Dis-moi qui tuer no 331, 1963
- Tel un aveugle no 345, 1963
- Le Sorcier no 369, 1963
- Pas le temps d'enterrer no 380, 1963
- Léda et le pigeon no 394, 1964
- Les Requins no 415, 1964
- Le Troisième Larron no 425, 1964
- Celle qu'on n'attendait pas no 436, 1964
- Quand Carla chantait no 451, 1965
- En attendant l'aube no 465, 1965
- Rayé des vivants no 476, 1965
- Peau-rouge no 489, 1965
- Chasse-neige no 506, 1966
- Le Bout du monde no 522, 1966
- La Mort en tubes no 538, 1966
- Péril en la demeure no 551, 1966
- Sous l'œil des vautours no 566, 1967
- Le Bateau des nuits blanches no 586, 1967
- Une île pour mourir no 609, 1967
- La Dernière Séquence no 622, 1967
- N'allez pas chez Barlay no 633, 1968
- J'ai vu mourir Fargo no 648, 1968
- Piège pour un dahu no 666, 1968
- Journal d'un tueur no 691,  1968, réédition collection Polar 50 no 17
- On mourait à Cacico no 715, 1969
- Chantages en chaîne no 727, 1969
- La Peau du personnage no 752, 1969
- Quand saignent les pierres no 777, 1970
- Du fric à l'Indienne no 802, 1970
- Le Ciel pour linceul no 828, 1970
- Sur un air de viol no 837, 1970
- Des truands et des mômes no 944, 1972
- Au second temps de la mort no 1011, 1973
- On ne plume pas un ange no 1807, 1983
- Ne tuez pas le pékinois no 1827, 1983
- Prête-moi ton visage no 1856, 1984
- Bosphore, mon ange no 1870, 1984
- Dites-le avec des tueurs no 1898, 1984
- Broie du noir, mon ange no 1908, 1984
- L'Assassin, s'il vous plaît no 1921, 1985
- Je vous le donne en sang no 1926, 1985
- Requiem pour troisième âge no 1963, 1985
- Meurtre en double face no 2014, 1986

### Roman dans la collection Crime Fleuve noir signé Roger Vilard
- Abattez vos dames no 24, 1992

### Romans signés Richard Valet
- Du sang à la Hune, Un mystère 1re série no 362, 1957
- À corps perdu, Un mystère 1re série no 397, 1958
- Personne pour pleurer, Un mystère 1re série no 460, 1959

### Romans signés René Vaire
- Ça tourne au rouge, collection Top Secret no 81 , 1958
- Au plus vite mort, collection Top Secret no 93, 1959
- Village interdit, collection Top Secret no 117, 1960

### Romans signés Roger Valuet
- D'amour et d'ombre, 1947
- Embruns, 1949
- La Tamise n'y est pour rien, Série Guerre secrète, Éditions de la Porte Saint-Martin, 1952
- Traqué à Berlin, Série Guerre secrète, Éditions de la Porte Saint-Martin, 1952
- Lisbonne, nid d'espions, Série Guerre secrète, Éditions de la Porte Saint-Martin, 1952
- La mort est à l'affût, Série Guerre secrète, Éditions de la Porte Saint-Martin, 1952
- Abattez-le, Série Guerre secrète, Éditions de la Porte Saint-Martin, 1953
- Évadés de l'enfer, 1954
- Pilotes de la mort, 1954
- Courriers du ciel, 1961

### Ouvrages sur la philatélie signés Roger Valuet
- Coup d'œil sur la philatélie, Presses de la Cité, 1946
- Les Coulisses de la philatélie, 1966
- Le Timbre-poste, Que sais-je ? no 273, 1971

## Pour approfondir